# Екатеринославский уезд

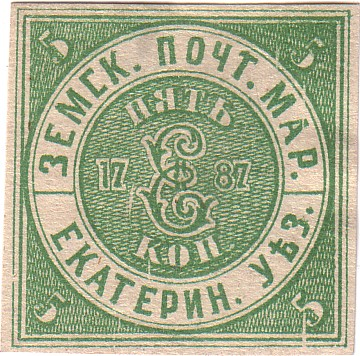
Земская марка Екатеринославского уезда

Екатеринославский уезд — административно-территориальная единица Российской империи. Входил в Екатеринославскую губернию. Располагался на юго-западе губернии. Уездный город — Екатеринослав.
Занимал площадь 6 905 квадратных вёрст. 
До создания Екатеринославской губернии подчинялся Екатеринославскому наместничеству.

## Население
Население в 1897 году составляло 357 207 человек, в том числе украинцы — 198 982, русские — 75 190, евреи — 46 441, немцы — 20 609, поляки — 7 933, белорусы — 4 033.

## Административное деление
Список волостей по состоянию на 1911 год.
1. Августиновская
2. Алексеевская
3. Анастасьевская
4. Беленьская
5. Борисовская
6. Волосская
7. Выше-Тарасовская
8. Городищенская
9. Диёвская
10. Красногригорьевская
11. Краснопольская
12. Криничеватовская
13. Лоцманско-Каменская
14. Лошкарёвская
15. Михайловская
16. Николайпольская
17. Никольская
18. Никопольская
19. Ново-Павловская
20. Новопокровская
21. Ново-Софиевская
22. Покровская
23. Романковская
24. Солонянская
25. Сурская (Литовская)
26. Сурско-Михайловская
27. Томаковская
28. Хортицкая
29. Чумаковская
30. Шолоховская
31. Ямбурская

С 1911 по 1913 год упразднены волости: Алексеевская, Городищенская, Краснопольская и появилась Чертомлыкская волость.

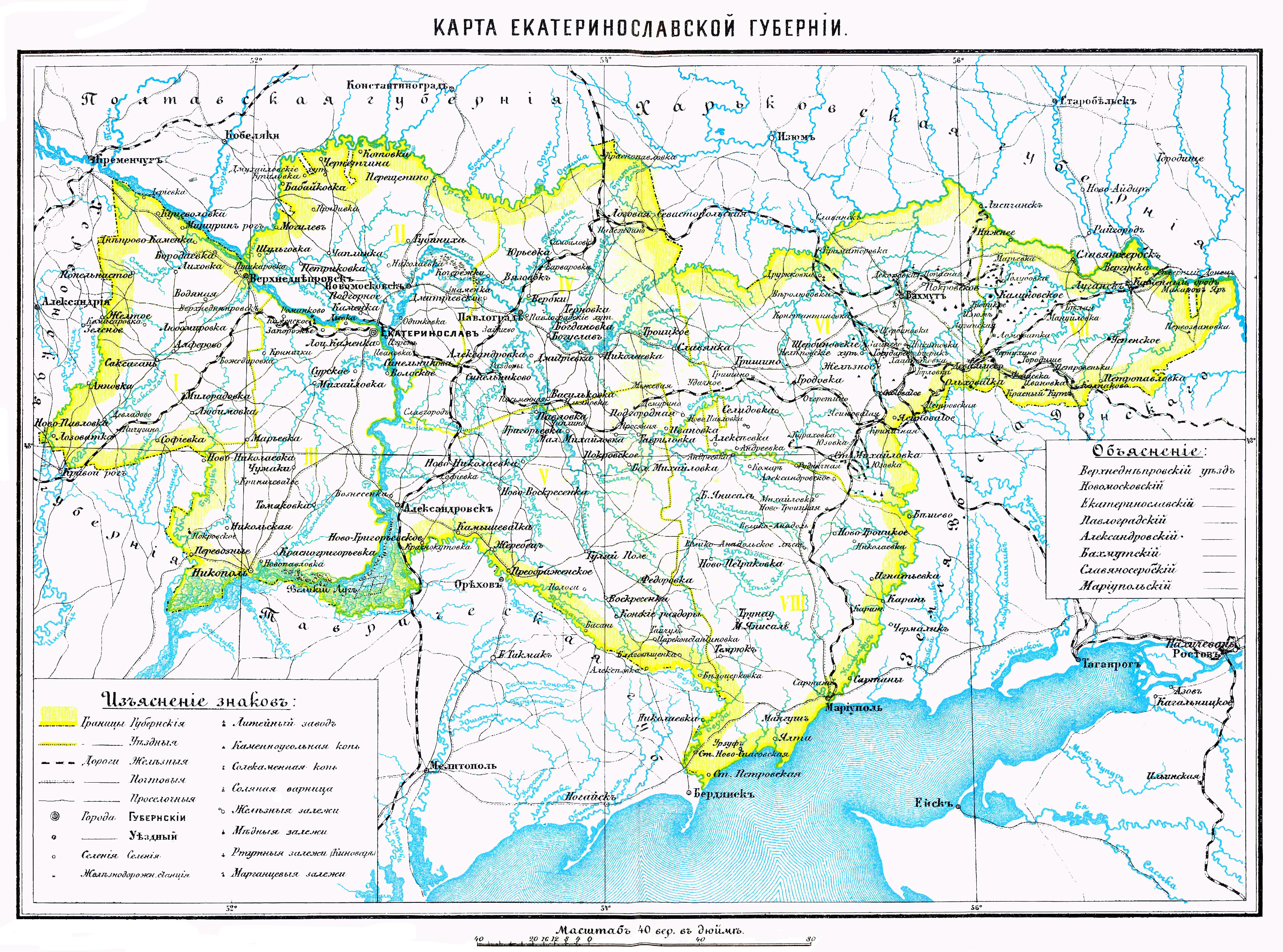
Карта Екатеринославской губернии (1901). Иллюстрация из энциклопедического словаря Брокгауза и Ефрона (1890—1907).

## ЭСБЕ
Энциклопедический словарь Брокгауза и Ефрона так описывал уезд:

Екатеринославский уезд занимает юго-западную часть губернии, представляя несколько приподнятую, ровную поверхность кристаллических пород с толстым суглинисто-чернозёмным покровом; прорезан с запада на восток возвышенностями, образующими на протяжении 70 верст известные днепровские пороги. Река Днепр огибает уезд с севера, востока и юга, составляя естественную границу уезда с трех сторон; на западе река Базавлук отделяет Е. уезд от Херсонской губернии. Все реки уезда — системы Днепра. В нижнем течении Днепра, на юге уезда — «плавни» и значительный болотистый остров, с кустарниками и сенокосами — «Великий Луг». Пространство по военно-топографическим съемкам 6905 кв. верст; по данным центрального статистического комитета (без озер и лиманов) 6611 кв. верст или 670435 десятин; по Стрельбицкому — 688687 десятин; по земским данным — 644748¾ десятин. Удобной земли 616187 десятин; неудобной 28562 десятины. Всего леса 41474 десятины; из них у казны 2611 десятин, у частных лиц 30219 десятин, у сельских обществ 8544 десятины, у городов 100 десятин. Сельским обществам принадлежит 231369 десятин, дворянам-землевладельцам 227302 десятины, немцам-поселянам 108238 десятин, крестьянам (лично) 26676 десятин, купцам 18275 десятин, казне 8356 десятин, мещанам 7906 десятин, городам 2302 десятины, духовенству 4642 десятины, уделу 9780 десятин.
Жителей в уезде 187652, из них: пришлого населения 7750, постоянного 179902 (91267 мужчин и 88635 женщин). По вероисповеданиям (вместе с городом): 84,1 % православных, 0,4 % раскольников, 2,15 % католиков, 6,4 % лютеран, 0,2 % армяно-григориан, 6,6 % иудеев, 0,15 % магометан. Сельское население (148540 душ обоего пола) размещается в 198 населенных пунктах — одном местечке, 43 селах, 117 деревнях, 31 колонии, 6 хуторах. Крестьяне арендуют 2825 десятин казённых оброчных статей и до 70 тыс. десятин у частных землевладельцев. Посевная площадь уезда 370 тыс. десятин. Главные занятия жителей — земледелие и скотоводство. Бахчеводство и огородничество — только для местных потребностей. 2 виноградника у землевладельцев, всего на 20 десятин, и 130 виноградников, размером от 75 кв. саженей до 3 десятин — у немцев-поселян и крестьян. Получается более 3 тыс. ведер виноградного вина на продажу и до тысячи ведер для местного потребления. 111 табачных плантаций. Пчеловодство главным образом у крестьян на днепровских плавнях. Скотоводство, особенно тонкорунное овцеводство, падает вследствие неурожаев и эпизоотий. Рогатого скота 77 тыс. голов, лошадей 56 тыс., овец 286 тыс. (из них тонкорунных 212 тыс.), свиней 22 тыс., коз 1½ тыс. Добыча естественных богатств уезда, особенно марганцевой руды. Из промыслов наиболее распространены: работа по экономиям, на пристанях Днепра, лоцманство, то есть проведение судов через днепровские пороги, ремесла кузнечно-слесарное, тележное и по дереву, кожевенное и скорняжное, гончарное, бондарное и столярное. Всего торговых и промышленных заведений, крупных и мелких, 617. Фабрик и заводов 57, с производством на сумму 7700 тыс. руб. и 4-5 тыс. рабочих; из них крупнейший — рельсопрокатный, железоделательный и механический. Каменский завод Южно-Русского Днепровского металлургического общества, с производством на 6195 тыс. руб. 10 паровых мельниц, с производством на 626 тыс. руб.; 11 заводов чугунолитейных и земледельческих орудий, на 455 тыс. руб. 49 ярмарок; привозится товара на 2275½ тыс. руб., продается на 1029½ тыс. руб.; особенно значительны ярмарки в местечке Никополе.
51 церковь; 71 школа с 3557 учащимися обоего пола; из них 5 училищ М. Н. Пр. и 45 земских сельских школ. Учащихся в министерских училищах 432 (364 мальчика, 68 девочек), в земских 2462 (2392 мальчика и 370 девочек). Содержание земских училищ обходится в 16190 руб.; кроме того, на одно министерское училище земство отпускает 300 руб. 13 церковно-приходских школ и 8 школ грамотности, учащихся 663. Из немецких училищ два 2-классные. 8 больниц, из них 6 земских; 4 приемных покоя; 16 врачей, 28 фельдшеров и фельдшериц, 12 повивальных бабок, из них земских 6 врачей, 21 фельдшер и фельдшерица, 5 акушерок; 2 ветеринарных врача. Земских сборов 137½ тыс. руб.; из них расходуется на медицину 32 тыс. руб., на народное образование 12 тыс. руб., на содержание уездной управы 11 тыс. руб. В местечке Никополе и 2 селах уезда открыты почтово-телеграфные сберегательные кассы. По северной части уезда проходит Екатерининская железная дорога. Три переправы через реку Днепр.